# علی رضاییان
علی رضاییان (متولد ١٠ آذرماه ١٣٢٣) استاد تمام رشته مدیریت رفتار سازمانی در دانشگاه شهید بهشتی و مولف چند کتاب مرجع در زمینه مدیریت رفتار سازمانی است

## زندگینامه
او ریاست دانشکده مدیریت دانشگاه تهران را از سال ١٣٦٥ تا ١٣٧٦ و دانشکده مدیریت دانشگاه شهید بهشتی را برعهده داشت. رضاییان از سمینار ها و مراکز ملی و بین المللی (از جمله جشنواره فارابی) ٦٨ جایزه و لوح تقدیر دریافت کرده و همچنین عنوان چهره ماندگار در رشته مدیریت را در سال ۱۳۸۵ کسب نمود. او دوره دکتری مدیریت در دانشگاه تهران و دوره دکترای حسابداری در دانشگاه تربیت مدرس را پس از انقلاب فرهنگی بنیان نهاد. رضاییان در اسفندماه ۹۶ طی حکمی از سوی محمدمهدی طهرانچی به ریاست دانشکده مدیریت دانشگاه آزاد واحد تهران مرکزی منصوب گردید . وی در زمینه دروسی همچون مديريت رفتار سازمانی، مبانی سازمان و مديريت، تجزيه و تحليل و طراحی سيستم، رفتار سازمانی پيشرفته و نظريه‌های سازمان تحقیق و پزوهش می‌نماید.

## سوابق تحصیلی
- لیسانس، مترجمی زبان، ۱۳۵۲، تهران مدرسه عالی علوم ارتباطات اجتماعی
- فوق لیسانس، مدیریت بازرگانی، ۱۳۵۵، آمریکا دانشگاه پیرداین
- فوق لیسانس، مدیریت سیستم‌ها، ۱۳۵۶، آمریکا دانشگاه نتروب
- دکتری، مدیریت رفتاری (بهبود مدیریت)، ۱۳۶۱، آمریکا دانشگاه بین‌المللی ایالات متحده

## برخی از سوابق علمی و اجرایی[۲][۷]
- رییس دانشکده مدیریت و حسابداری دانشگاه شهیدبهشتی
- مدیر گروه مدیریت دانشکده علوم انسانی دانشگاه تربیت مدرس (۱۳۶۴ - ۱۳۷۰)
- مسئول کمیته مدیریت سازمان سمت از ١٣٦٥
- رییس دانشکده علوم اداری و مدیریت بازرگانی دانشگاه تهران (١٣٦٥ - ١٣٧٦)
- مدیر گروه مدیریت مرکز آموزشی پژوهشی امام خمینی (ره)
- رییس دانشکده معارف اسلامی و مدیریت دانشگاه امام صادق (ع) (۱۳۷۹)
- عضو هیأت تحریریه فصلنامه پژوهش های حفاظتی امنیتی
- عضو هيأت امناي دانشكده صدا و سيما (۱۳۸۹)
- مدیر گروه آموزشی سیستم‌های اجتماعی و فنی دانشکده مدیریت و حسابداری دانشگاه شهید بهشتی
- رییس انجمن علمی کارآفرینی و نوآوری ایران
- رییس سازمان ملی بهره‌وری ایران و رییس سازمان بهره‌وری آسیایی در ایران
- رئیس مرکز آموزش مدیریت دولتی[۸]
- رئیس دانشکده مدیریت  دانشگاه آزاد تهران مرکز ( از سال 96 تا کنون )

## آراء و نظرات
وی در رابطه با انتخابات ریاست جمهوری ١٣٩٢ ایران بیان داشته بود: 
"...هر نامزدی که با ادبیات انقلاب اسلامی صحبت کند و هماهنگ تر باشد، ایدهآل تر است. متأسفانه برخی از نامزدها حرف هایی می زنند که مبتنی بر عقل سلیم نیست بلکه بیشتر میخواهند مردم را به گونه ای راضی کنند و رأی شان را بگیرند."
از دیدگاه رضاییان، با توجه به آموخته‌های علم مدیریت:
"...مهمترین مهارتی که باید یک مدیر در جایگاه رئیس جمهور داشته باشد، مهارت ادراکی است؛ یعنی قدرت آینده نگری و گسترده نگری نه جزئی نگری. در واقع رئیس جمهور باید بتواند جایگاه خودش را در کل نظام و در مجموعه جهانی تشخیص بدهد و بتواند برنامه‌ریزی ها و تصمیم گیری هایی کند که همه جانبه و گسترده نگر باشند. به نظر من مهارت های انسانی هم مورد نیاز است ولی هر چه که سطح مدیریت بالاتر می‌رود نیاز به مهارت های ادراکی مفهومی بیشتر است..."

## آثار
فهرست کتاب‌های منتشر شده ار رضاییان به شرح زیر است:
- اصول مدیریت، نظریه‌های سازمان
- انتظار عدالت و عدالت در سازمان، نظریه‌های رفتار سازمانی پیشرفته
- تجزیه و تحلیل و طراحی سیستم، تجزیه تحلیل و طراحی سیستم، ششم
- تعامل انسان و سیستم اطلاعاتی (سیستم اطلاعات مدیریت)، سیستم اطلاعات مدیریت
- مدیریت رفتارهای سیاسی در سازمان (مدیریت رفتار سازمانی پیشرفته)
- مدیریت فشارهای روانی، نظریه‌های رفتار سازمانی پیشرفته
- فرهنگ سازمانی (مدیریت رفتار سازمانی پیشرفته)
- فراگرد ادراک و ادراک اجتماعی (مدیریت رفتار سازمانی پیشرفته)
- مبانی و رویکردهای مدیریت خویشتن (مدیریت رفتار سازمانی پیشرفته)